# Покровка (Дивеевский район)
Покровка — упразднённый в 1975 г посёлок в Дивеевском районе Нижегородской области России. Входил в состав Дивеевского сельсовета.

## География
Посёлок Покровка располагался в 10 км к юго-западу от села Дивеева на левом берегу реки Крутец. Соединялся грунтовыми просёлочными дорогами на северо-востоке с деревней Полупочинки (4 км), на юго-западе с селом Илёв (8 км). В 1 км на восток от посёлка лежит маленькое озеро. В 3 км на юг находится урочище Кистарас. 

## История
Посёлок Покровка возник в 1925 году. Одновременно с Покровкой, в двух километрах юго-западнее, образовался посёлок Черноозёрки. На свободные земли, лежащие в трёх километрах к югу от деревни Полупочинки, переселилось несколько семей из деревни Вертьяново.
Посёлок стоял на глубоких лесных супесях, урожайность которых была крайне низкой. Вплотную к посёлку подступал лес.
В ноябре 1934 года в посёлке организуется колхоз «Пробуждение». Первым председателем был избран Григорий Дмитриевич Жиганова. К концу 1930-х годов в Покровском колхозе состояло 34 крестьянских хозяйства с населением 148 человек. В предвоенные годы сельхозартель в Покровке была экономически одной из наиболее крепких в районе.
В годы Великой Отечественной войны из посёлка на фронт ушли около 30 человек. Шестнадцать домой не вернулись.
В 1942 году председателем колхоза был выбран Михаил Фёдорович Шилов, житель соседних Черноозерок, вернувшиеся с фронта после тяжёлого ранения. Под его руководством колхоз оставался лучшим в районе. Девять покровских колхозников в 1946 году были награждены медалью «За доблестный труд в Великой Отечественной войне 1941—1945».
В 1950 году Покровский колхоз объединился с полупочинковским, а в 1960 году в составе укрупнённого хозяйства вошёл в вертьяновский колхоз «Октябрь». Укрупнение послужило причиной угасания посёлка. И в 1975 году он прекратил своё существование. Часть жителей Покровки переселилась в Дивеево.

## Современность
В настоящее время на месте посёлка отсутствуют какие-либо постройки. На фоне местности выделяются лишь несколько старых ветл. Дороги заросшие.